# Grand Prix-wegrace der Naties 1965
De Grand Prix-wegrace der Naties 1965 was de twaalfde en voorlaatste Grand Prix van het wereldkampioenschap wegrace voor motorfietsen in het seizoen 1965. De races werden verreden op 5 september op het Autodromo Nazionale di Monza nabij Monza in de Italiaanse regio Lombardije. Alle klassen met uitzondering van de 50cc-klasse kwamen aan de start. De 500cc- en zijspanklasse sloten hun seizoen hier af. De wereldtitels in de 250cc-, 500cc- en zijspanklasse waren al beslist. De wereldtitel in de 125cc-klasse werd hier beslist.

## Algemeen
In Monza ontbrak Jim Redman door een misverstand. Hij had vanuit Rhodesië een telegram naar Honda gestuurd met het bericht dat zijn gebroken sleutelbeen voldoende hersteld was en dat hij verwachtte dat Honda zijn racemotoren naar Monza zou sturen. Honda stuurde bericht terug dat men dat niet wilde of kon doen en Redman bleef thuis, om later te horen dat monteur Nobby Clark met zijn Honda 2RC 172 in Monza klaar had gestaan. Door het slechte weer waren er veel valpartijen. Slachtoffers daarvan waren onder meer Mike Hailwood, Alberto Pagani en Bruce Beale in de 350cc-race en Ernst Degner in de 125cc-race. Pagani en Degner braken bij hun val een been.

## 500cc-klasse
De 500cc-race op Monza werd ingekort van 35 naar 25 ronden vanwege de hevige regen. De omstandigheden waren sinds 1925 niet meer zo slecht geweest. Mike Hailwood en Giacomo Agostini reden gezamenlijk hun rondjes tot Hailwood tegen het einde van de race begon weg te lopen van Ago. Daarachter was het nog enigszins spannend tussen František Šťastný (Jawa) en privérijder Fred Stevens (Matchless), tot de Matchless slechter begon te lopen en Šťastný de derde plaats zeker kon stellen. Op de vijfde plaats finishte de Italiaan Giuseppe Mandolini met een oude, tot 400 cc opgeboorde Moto Guzzi Monocilindrica 350.
| Pos | Coureur             | Merk       | Tijd      | Pnt |
| --- | ------------------- | ---------- | --------- | --- |
| 1   | Mike Hailwood       | MV Agusta  | 54"58'3   | 8   |
| 2   | Giacomo Agostini    | MV Agusta  | +11'4     | 6   |
| 3   | František Šťastný   | Jawa       | +1"53'4   | 4   |
| 4   | Fred Stevens        | Matchless  | +2"02'9   | 3   |
| 5   | Giuseppe Mandolini  | Moto Guzzi | +1 ronde  | 2   |
| 6   | Gyula Marsovszky    | Matchless  | +1 ronde  | 1   |
| 7   | Eduard Lenz         | Norton     | +1 ronde  |     |
| 8   | Jack Findlay        | Matchless  | +1 ronde  |     |
| 9   | Rudolf Thalhammer   | Norton     | +1 ronde  |     |
| 10  | Ian Burne           | Norton     | +2 ronden |     |
| 11  | Griff Jenkins       | Norton     |           |     |
| 12  | Dan Shorey          | Norton     |           |     |
| 13  | Giuseppe Dardanello | Norton     |           |     |

| Coureur            | Merk    | Oorzaak |
| ------------------ | ------- | ------- |
| Philippe Canoui    | Norton  |         |
| Bill Smith         | DKW     |         |
| Antonio De Simone  | Norton  |         |
| Benedetto Zambotti | Norton  |         |
| Emanuele Maugliani | Norton  |         |
| Franco Trabalzini  | Gilera  |         |
| Giovanni Perrone   | Bianchi |         |

| Coureur          | Merk      | Oorzaak |
| ---------------- | --------- | ------- |
| Jack Ahearn      | Norton    |         |
| David Lloyd      | Norton    | [ 1 ]   |
| Kenneth King     | Norton    | [ 1 ]   |
| Mike Duff        | Matchless | [ 2 ]   |
| Roger Beaumont   | Norton    | [ 1 ]   |
| Walter Scheimann | Norton    | [ 3 ]   |
| Jouko Ryhänen    | Matchless |         |
| Billie Nelson    | Norton    |         |
| Billy McCosh     | Matchless |         |
| Chris Conn       | Norton    |         |
| Derek Minter     | Norton    |         |
| Dick Creith      | Norton    | [ 4 ]   |
| Joe Dunphy       | Norton    |         |
| John Cooper      | Norton    |         |
| Lewis Young      | Matchless |         |
| Rob Fitton       | Norton    |         |
| Selwyn Griffiths | Matchless | [ 5 ]   |
| Buddy Parriott   | Norton    | [ 1 ]   |
| Ed LaBelle       | Norton    | [ 1 ]   |
| Paddy Driver     | Matchless |         |

### Top tien eindstand 500cc-klasse
| Pos | Coureur           | Merk               | Pnt     |
| --- | ----------------- | ------------------ | ------- |
| 1   | Mike Hailwood     | MV Agusta          | 48 (64) |
| 2   | Giacomo Agostini  | MV Agusta          | 38 (44) |
| 3   | Paddy Driver      | Matchless          | 26      |
| 4   | Fred Stevens      | Matchless          | 15      |
| 5   | Jack Ahearn       | Norton             | 9       |
| 6   | Dick Creith       | Norton             | 8       |
| 7   | Jack Findlay      | McIntyre-Matchless | 8       |
| 8   | Buddy Parriott    | Norton             | 6       |
| 9   | Joe Dunphy        | Norton             | 6       |
| 10  | František Šťastný | Jawa               | 5       |

Punten tussen haakjes zijn inclusief streepresultaten.

## 350cc-klasse
Honda blunderde door Jim Redman te laten weten dat er geen motorfietsen op Monza zouden zijn, waardoor hij in Rhodesië bleef. Zijn sleutelbeenbreuk was waarschijnlijk sneller hersteld dan verwacht. Uiteindelijk bleek er wel degelijk een 350cc-Honda voor Redman klaar te staan in Monza, maar die bleef dus aan de kant staan. Giacomo Agostini won de race, die droog begon. Derek Woodman lag met zijn MZ op de derde plaats achter Mike Hailwood, maar moest de pit in om bougies te wisselen. Daardoor schoven Silvio Grassetti en Bruce Beale op naar de derde en de vierde plaats. Tarquinio Provini reed met een opgeboorde Benelli-viercilinder en hij moest tot tweemaal toe de bougies wisselen. Daarna begon hij aan een inhaalrace en werd hij derde. In de laatste ronden ging het regenen, waardoor Mike Hailwood en Bruce Beale vielen. Grassetti werd nu tweede voor Provini. Door de fout van Honda stonden Agostini en Redman nu samen aan de leiding van de WK-stand met 32 punten. Vanwege de streepresultaten had Agostini een klein nadeel: als hij de GP van Japan zou winnen had Redman aan de tweede plaats voldoende om toch nog wereldkampioen te worden.
| Pos | Coureur           | Merk      | Tijd      | Pnt |
| --- | ----------------- | --------- | --------- | --- |
| 1   | Giacomo Agostini  | MV Agusta | 51"12'5   | 8   |
| 2   | Silvio Grassetti  | Bianchi   | +1"48'6   | 6   |
| 3   | Tarquinio Provini | Benelli   | +1 ronde  | 4   |
| 4   | František Šťastný | Jawa      | +2 ronden | 3   |
| 5   | Derek Woodman     | MZ        | +2 ronden | 2   |
| 6   | Renzo Pasolini    | Aermacchi |           | 1   |
| 7   | František Srna    | Jawa      |           |     |
| 8   | Endel Kiisa       | Vostok    |           |     |

| Coureur         | Merk      | Oorzaak |
| --------------- | --------- | ------- |
| František Boček | Jawa      | Val     |
| Mike Hailwood   | MV Agusta | Val     |
| Alberto Pagani  | Aermacchi | Val     |
| Bruce Beale     | Honda     | Val     |

| Coureur        | Merk  | Oorzaak    |
| -------------- | ----- | ---------- |
| Isamu Kasuya   | Honda | Teambeleid |
| Isao Yamashita | Honda | Teambeleid |
| Jim Redman     | Honda | Teambeleid |

| Coureur             | Merk      |
| ------------------- | --------- |
| Eric Hinton         | Norton    |
| Gustav Havel        | Jawa      |
| Bill Smith          | AJS       |
| Chris Conn          | Norton    |
| Dan Shorey          | Norton    |
| Griff Jenkins       | Norton    |
| John Cooper         | Norton    |
| Lewis Young         | AJS       |
| Phil Read           | Yamaha    |
| Gilberto Milani     | Aermacchi |
| Agne Carlsson       | AJS       |
| Nikolaj Sevast'ânov | Vostok    |
| Paddy Driver        | AJS       |

### Top tien tussenstand 350cc-klasse
| Pos | Coureur           | Merk      | Pnt |
| --- | ----------------- | --------- | --- |
| 1   | Jim Redman        | Honda     | 32  |
| 1   | Giacomo Agostini  | MV Agusta | 32  |
| 3   | Bruce Beale       | Honda     | 15  |
| 4   | Derek Woodman     | AJS / MZ  | 14  |
| 4   | František Šťastný | Jawa      | 14  |
| 6   | Mike Hailwood     | MV Agusta | 12  |
| 6   | Gustav Havel      | Jawa      | 12  |
| 8   | Renzo Pasolini    | Aermacchi | 9   |
| 9   | Phil Read         | Yamaha    | 6   |
| 9   | Gilberto Milani   | Aermacchi | 6   |
| 9   | František Boček   | Jawa      | 6   |
| 9   | Silvio Grassetti  | Bianchi   | 6   |

## 250cc-klasse

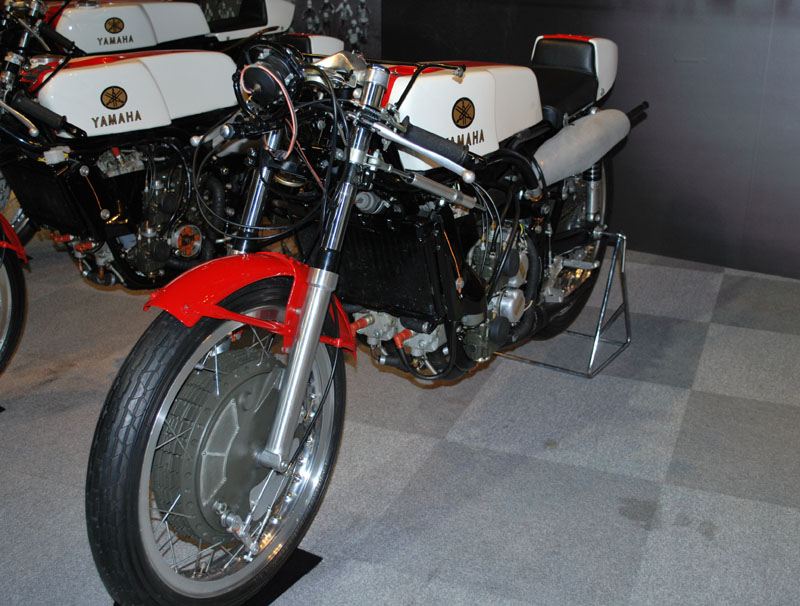
De watergekoelde viercilinder Yamaha RD 05 debuteerde in Monza, maar was nog geen succes.

Phil Read had in Monza de wereldtitel al in handen. Dat was waarschijnlijk de reden dat Honda niet kwam opdagen. Voor Yamaha was dit het moment om de nieuwe RD 05 viercilinder te presenteren. Read reed er de snelste trainingstijd mee, maar bij de start wilde de machine niet aanslaan en hij was als laatste weg. Hij wist toch nog door te stoten naar de derde plaats achter Tarquinio Provini met een Benelli 250 4C en Mike Duff met de tweecilinder Yamaha RD 56, maar moest toen naar de pit om nieuwe bougies te laten monteren. Vermoedelijk speelden de kou en de nattigheid de nieuwe Yamaha parten, want snelheid zat er niet meer in en Read werd zevende. Duff viel uiteindelijk zelfs helemaal uit. Dit alles gaf Benelli de kans goed voor de dag te komen met de eerste plaats voor Provini en de derde plaats voor Remo Venturi, die in het begin van de race gevallen was. Tussen hen in eindigde Heinz Rosner met de MZ RE 250.
| Pos | Coureur           | Merk      | Tijd      | Pnt |
| --- | ----------------- | --------- | --------- | --- |
| 1   | Tarquinio Provini | Benelli   | 49"53'6   | 8   |
| 2   | Heinz Rosner      | MZ        | +1 ronde  | 6   |
| 3   | Remo Venturi      | Benelli   | +1 ronde  | 4   |
| 4   | Ginger Molloy     | Bultaco   | +1 ronde  | 3   |
| 5   | František Šťastný | Jawa      | +1 ronde  | 2   |
| 6   | Günter Beer       | Yamaha    | +1 ronde  | 1   |
| 7   | Phil Read         | Yamaha    | +2 ronden |     |
| 8   | Giuseppe Visenzi  | Aermacchi | +2 ronden |     |
| 9   | E. Canova         | Aermacchi | +3 ronden |     |
| 10  | Angelo Tenconi    | Aermacchi | +3 ronden |     |

| Coureur        | Merk      | Oorzaak  |
| -------------- | --------- | -------- |
| Alberto Pagani | Aermacchi | Blessure |

| Coureur   | Merk   | Oorzaak |
| --------- | ------ | ------- |
| Mike Duff | Yamaha |         |

| Coureur          | Merk    | Oorzaak    |
| ---------------- | ------- | ---------- |
| Ramón Torras (†) | Bultaco | Overleden  |
| Mike Hailwood    | Honda   | [ 10 ]     |
| Jim Redman       | Honda   | Teambeleid |
| Ralph Bryans     | Honda   | Teambeleid |
| Gosuke Yamashita | Honda   | Teambeleid |
| Isamu Kasuya     | Honda   | Teambeleid |
| John Buckner     | Yamaha  | [ 1 ]      |

| Coureur             | Merk      |
| ------------------- | --------- |
| Barry Smith         | Bultaco   |
| Kevin Cass          | Cotton    |
| Frank Perris        | Suzuki    |
| José Maria Busquets | Montesa   |
| Alain Barbaroux     | Aermacchi |
| Jean-Claude Guénard | Bultaco   |
| Bill Ivy            | Yamaha    |
| Bob Coulter         | Bultaco   |
| David Williams      | Mondial   |
| Derek Woodman       | MZ        |
| Rex Avery           | Bultaco   |
| Gilberto Milani     | Aermacchi |
| Silvio Grassetti    | Morini    |
| Hiroshi Hasegawa    | Yamaha    |
| Yoshimi Katayama    | Suzuki    |
| Bruce Beale         | Honda     |

### Top tien tussenstand 250cc-klasse
| Pos | Coureur           | Merk    | Pnt     |                |
| --- | ----------------- | ------- | ------- | -------------- |
| 1   | Phil Read         | Yamaha  | 56 (68) | wereldkampioen |
| 2   | Mike Duff         | Yamaha  | 42 (50) |                |
| 3   | Jim Redman        | Honda   | 34      |                |
| 4   | Heinz Rosner      | MZ      | 18      |                |
| 5   | Derek Woodman     | MZ      | 15      |                |
| 6   | Bruce Beale       | Honda   | 14      |                |
| 7   | Tarquinio Provini | Benelli | 11      |                |
| 8   | Ramón Torras (†)  | Bultaco | 10      |                |
| 9   | Frank Perris      | Suzuki  | 9       |                |
| 10  | František Šťastný | Jawa    | 8       |                |

Punten tussen haakjes zijn inclusief streepresultaten.

## 125cc-klasse
Hugh Anderson werd in Monza wereldkampioen door de 125cc-race te winnen. Frank Perris werd tweede maar het feest voor Suzuki werd enigszins verstoord doordat Ernst Degner bij een val een been brak. De derde plaats in de race was voor Derek Woodman met de MZ RE 125, die in het WK uiteindelijk ook derde werd. De race werd in de regen gereden en was door het wegblijven van Honda een tamelijk saaie vertoning. Daar kon Phil Read met de nieuwe, watergekoelde versie van de Yamaha RA 97 ook geen verandering in brengen, want hij viel in de tiende ronde uit.
| Pos | Coureur              | Merk        | Tijd      | Pnt |
| --- | -------------------- | ----------- | --------- | --- |
| 1   | Hugh Anderson        | Suzuki      | 40"54'9   | 8   |
| 2   | Frank Perris         | Suzuki      | +1 ronde  | 6   |
| 3   | Derek Woodman        | MZ          | +1 ronde  | 4   |
| 4   | Klaus Enderlein      | MZ          | +1 ronde  | 3   |
| 5   | Hans Georg Anscheidt | MZ-Kreidler | +1 ronde  | 2   |
| 6   | Ginger Molloy        | Bultaco     | +1 ronde  | 1   |
| 7   | Jan Huberts          | Bultaco     | +2 ronden |     |
| 8   | Angelo Orsenigo      | Mondial     | +3 ronden |     |
| 9   | Bob Coulter          | Bultaco     | +3 ronden |     |
| 10  | Rex Avery            | EMC         | +3 ronden |     |

| Coureur      | Merk   | Oorzaak |
| ------------ | ------ | ------- |
| Ernst Degner | Suzuki | Val     |
| Phil Read    | Yamaha |         |

| Coureur             | Merk    | Oorzaak    |
| ------------------- | ------- | ---------- |
| Mike Duff           | Yamaha  | Teambeleid |
| Luigi Taveri        | Honda   | Teambeleid |
| Ramón Torras (†)    | Bultaco | Overleden  |
| Bill Ivy            | Yamaha  | Teambeleid |
| Ralph Bryans        | Honda   | Teambeleid |
| Hironori Matsushima | Yamaha  | Teambeleid |
| Yasuharu Yuzawa     | Honda   | Teambeleid |
| Bo Gehring          | Bultaco | [ 1 ]      |
| Jeff Tate           | Honda   | [ 1 ]      |
| Rick Schell         | Honda   | [ 1 ]      |

| Coureur          | Merk    |
| ---------------- | ------- |
| Arthur Fegbli    | Honda   |
| František Boček  | ČZ      |
| Dieter Krumpholz | MZ      |
| Heinz Rosner     | MZ      |
| Jochen Leitert   | MZ      |
| Jürgen Lenk      | MZ      |
| Roland Rentzsch  | MZ      |
| Walter Scheimann | Honda   |
| Tommy Robb       | Bultaco |
| Bruno Spaggiari  | Ducati  |
| Giuseppe Visenzi | Honda   |
| Yoshimi Katayama | Suzuki  |
| Bruce Beale      | Honda   |

### Top tien tussenstand 125cc-klasse
| Pos | Coureur         | Merk   | Pnt     |                |
| --- | --------------- | ------ | ------- | -------------- |
| 1   | Hugh Anderson   | Suzuki | 48 (54) | wereldkampioen |
| 2   | Frank Perris    | Suzuki | 40 (48) |                |
| 3   | Derek Woodman   | MZ     | 25 (30) |                |
| 4   | Ernst Degner    | Suzuki | 23      |                |
| 5   | Mike Duff       | Yamaha | 12      |                |
| 6   | Klaus Enderlein | MZ     | 11      |                |
| 7   | Jochen Leitert  | MZ     | 10      |                |
| 8   | Phil Read       | Yamaha | 8       |                |
| 8   | Luigi Taveri    | Honda  | 8       |                |
| 10  | Ralph Bryans    | Honda  | 7       |                |

Punten tussen haakjes zijn inclusief streepresultaten.

## Zijspanklasse
De zijspanrace op Monza kwam enigszins als een verrassing: de organisatie had de zijspanklasse pas laat aan het programma toegevoegd en aanvankelijk werd gedacht dat deze race niet zou meetellen voor het wereldkampioenschap. Dat bleek toch zo te zijn, maar omdat Max Deubel maximaal op drie overwinningen kon komen had dit geen gevolgen voor de eerste drie plaatsen in het WK. Fritz Scheidegger/John Robinson wonnen overtuigend en Florian Camathias deed het niet slecht tot hij met ontstekingsproblemen uitviel. Georg Auerbacher/Eduard Dein werden tweede doordat Heinz Luthringshauser/Hermann Hahn uitvielen en de derde plaats was voor Otto Kölle/Heinz Marquardt. Bill Bosweger en John Mawby kregen een ongeval, waarbij Mawby een enkel en een been brak.
| Pos | Coureur           | Bakkenist        | Merk | Tijd     | Pnt |
| --- | ----------------- | ---------------- | ---- | -------- | --- |
| 1   | Fritz Scheidegger | John Robinson    | BMW  | 46"24'9  | 8   |
| 2   | Georg Auerbacher  | Eduard Dein      | BMW  | +1 ronde | 6   |
| 3   | Otto Kölle        | Heinz Marquardt  | BMW  |          | 4   |
| 4   | Giuseppe Dal-Toe  | Aldo Romoli      | BMW  |          | 3   |
| 5   | Barry Thompson    | Richard Bradley  | BMW  |          | 2   |
| 6   | Arsenius Butscher | Wolfgang Kalauch | BMW  |          | 1   |

| Coureur               | Bakkenist    | Merk   | Oorzaak    |
| --------------------- | ------------ | ------ | ---------- |
| Bill Bosweger         | John Mawby   | Norton | Ongeval    |
| Florian Camathias     | Franz Ducret | BMW    | Ontsteking |
| Heinz Luthringshauser | Hermann Hahn | BMW    |            |

| Coureur           | Bakkenist       | Merk      |
| ----------------- | --------------- | --------- |
| August Wolf       | Werner Zielaff  | BMW       |
| Fred Huber        | Josef Huber     | BMW       |
| Max Deubel        | Emil Hörner     | BMW       |
| Siegfried Schauzu | Horst Schneider | BMW       |
| Charlie Freeman   | Billie Nelson   | Norton    |
| Chris Vincent     | Fred Roche      | BMW       |
| Colin Seeley      | Wally Rawlings  | BMW       |
| Pip Harris        | Ray Campbell    | BMW       |
| Trevor Davies     | John Gauge      | Matchless |

### Top tien eindstand zijspanklasse
| Pos | Coureur               | Bakkenist                    | Merk | Pnt     |
| --- | --------------------- | ---------------------------- | ---- | ------- |
| 1   | Fritz Scheidegger     | John Robinson                | BMW  | 32 (50) |
| 2   | Max Deubel            | Emil Hörner                  | BMW  | 26      |
| 3   | Georg Auerbacher      | Peter Rykers en Eduard Dein  | BMW  | 15      |
| 4   | Florian Camathias     | Franz Ducret                 | BMW  | 10      |
| 5   | Arsenius Butscher     | Wolfgang Kalauch             | BMW  | 9       |
| 6   | Heinz Luthringshauser | Hermann Hahn                 | BMW  | 9       |
| 7   | Chris Vincent         | Terry Harrison en Fred Roche | BMW  | 8       |
| 8   | Otto Kölle            | Heinz Marquardt              | BMW  | 8       |
| 9   | Barry Thompson        | Richard Bradley              | BMW  | 7       |
| 10  | Siegfried Schauzu     | Horst Schneider              | BMW  | 6       |

Punten tussen haakjes zijn inclusief streepresultaten.
1922 · 1923 · 1924 · 1925 · 1926 · 1927 · 1928 · 1929 · 1930 · 1931 · 1932 · 1933 · 1934 · 1935 · 1936 · 1937 · 1938 · 1939 · 1947 · 1948 · 1949 · 1950 · 1951 · 1952 · 1953 · 1954 · 1955 · 1956 · 1957 · 1958 · 1959 · 1960 · 1961 · 1962 · 1963 · 1964 · 1965 · 1966 · 1967 · 1968 · 1969 · 1970 · 1971 · 1972 · 1973 · 1974 · 1975 · 1976 · 1977 · 1978 · 1979 · 1980 · 1981 · 1982 · 1983 · 1984 · 1985 · 1986 · 1987 · 1988 · 1989 · 1990